# Les Misérables (película de 2019)
Les Misérables, conocida como Los miserables, es una película francesa de drama del 2019 dirigida por Ladj Ly, en su debut como director de cine, escrita también por el mismo Ly y por Giordano Gederlini y Alexis Manenti, y protagonizada por Damien Bonnard, Alexis Manenti, Jeanne Balibar, Djibril Zonga, Issa Percia, Al-Hassan Ly, Steve Tientcheu, Almany Kanoute y Nizar Ben Fatma.[cita requerida]
La película fue nominada para competir por el Palma de Oro en el Festival de Cine de Cannes. Además, fue seleccionada para competir en los Premios Globo de Oro a la mejor película de habla no inglesa, y representó a Francia en la entrega de los Premios Oscar del 2020.

## Argumento
La película comienza con imágenes de la multitud en París celebrando la victoria de la selección francesa en el Mundial de la FIFA 2018 en la Avenida de los Campos Elíseos , percibida y celebrada en Francia como un momento de hermandad entre personas de diferentes clases sociales, etnias y orígenes.
Poco después, Stéphane Ruiz, un policía recién llegado a París y unido a la brigada anticrimen, es asignado a trabajar con el jefe de escuadrón Chris y el brigadier Gwada, de servicio en la cercana ciudad de Montfermeil . Chris suele abusar agresivamente de su poder sobre los jóvenes, y Gwada se muestra complaciente con ese abuso; aunque se siente incómodo, Stéphane no interfiere. Mientras tanto, Issa, un conocido delincuente juvenil , roba a Johnny, un cachorro de león, de un circo, lo que provoca que su dueño, el Zorro, acuda al líder de la comunidad local, conocido como "el Alcalde", y amenace con regresar con armas de fuego si no devuelven a Johnny. Chris y su escuadrón tienen la tarea de encontrar y recuperar al cachorro.
Uno de los amigos de Issa toma una foto de Issa con el cachorro y la publica en Instagram , lo que lleva a Chris a descubrir que Issa es el culpable. Lo persiguen, lo capturan y lo esposan, pero él afirma que el cachorro se había escapado. Los amigos de Issa luego atacan a los tres oficiales, lanzándoles cosas para evitar que se lleven a Issa. Cuando Issa intenta huir, Gwada, habiéndose lanzado accidentalmente gas lacrimógeno durante la persecución, le dispara en la cara con una bola de flash . Los amigos de Issa se dispersan, pero el escuadrón se da cuenta de que han sido filmados por un dron, que escapa. Mientras Stéphane quiere llevar a un Issa gravemente herido a un hospital, Chris y Gwada se niegan y, en cambio, el trío lo lleva con ellos en la búsqueda del dueño del dron.
El trío llega a un contacto local de Chris en el vecindario, dejando a Issa a su cuidado y usando la información que les dio ese contacto para encontrar a Buzz, la persona a quien pertenece el dron, obligándolo a huir antes de que pueda subir el video. Buzz, quien aún lleva la tarjeta de memoria del dron, escapa del escuadrón y se refugia con Salah, dueño de un restaurante y miembro clave de la comunidad islámica local . Tanto el escuadrón como el alcalde, al enterarse, llegan al restaurante de Salah. Después de una tensa confrontación durante la cual Chris intenta arrestar ilegalmente a Buzz, Ruiz convence a Salah para que le dé la tarjeta de memoria, alegando que el disparo de Issa fue solo un accidente.
Tras recuperar a Issa y al cachorro (que casualmente fue visto cerca de ellos), el escuadrón los lleva al circo. Aunque obligan a Issa a disculparse, el Zorro intenta encerrarlos a él y al cachorro en una jaula con un león, lo que provoca que Issa se orine encima y casi obliga a Stéphane a disparar al león hasta que finalmente lo sueltan. Chris, convencido de que Issa ha aprendido la lección, lo deja y le advierte que no cuente a nadie lo sucedido y que, si le preguntan por su lesión, diga que se resbaló y se cayó. Por la noche, los personajes involucrados en el incidente de ese día parecen volver a la normalidad, algunos con visibles signos de angustia y duda. Issa, a quien le habían dicho antes que su padre no lo quería de vuelta en casa por su comportamiento, se sienta solo en un sofá destrozado, traumatizado. Más tarde esa noche, Ruiz se encuentra con Gwada en un bar y le dice que sabe que una bala de destello no se puede disparar por accidente y que, por lo tanto, Gwada le disparó a Issa intencionadamente. Gwada culpa a su estrés y al grupo por abrumarlo, y Stéphane, aunque no está convencido, le deja la tarjeta a Gwada y le dice que "haga lo que tenga que hacer".
Al día siguiente, el escuadrón, mientras patrullaba, fue atacado por un pequeño grupo liderado por Issa. Los persiguieron, cayeron en la trampa de Issa y fueron atacados por un grupo mucho mayor de jóvenes, dejándolos atrapados por todos lados en una escalera, luchando por sus vidas. Chris resultó herido cuando una botella le rompió la cara, y el coche de refuerzo que Stéphane pidió por radio fue inmediatamente destruido por los jóvenes, obligando a los policías de refuerzo a huir. También atacaron la oficina del alcalde y terminaron golpeándolo y tirándolo por las escaleras. Stéphane golpeó la puerta más cercana, pidiendo ayuda, que resultó ser la puerta del apartamento de Buzz; sin embargo, Buzz cerró la puerta con llave. Issa encendió un cóctel molotov y se preparó para rematar al escuadrón con él, lo que llevó a Stéphane a apuntarle con su arma y advertirle que no lo hiciera. La pantalla se vuelve negra mientras Issa y Stéphane intentan decidir qué hacer a continuación, y aparece una cita de Los Miserables de Victor Hugo : "Recuerden esto, amigos míos: no existen plantas malas ni humanos malos. Solo hay malos cultivadores".

## Reparto
- Damien Bonnard como Stéphane / Pento Ruiz.
- Alexis Manenti como Chris.
- Djibril Zonga como Gwada.
- Issa Perica como Issa.
- Al-Hassan Ly como Buzz.
- Steve Tientcheu como el alcalde.
- Almamy Kanoute como Salah.
- Jeanne Balibar como la comisaria.
- Raymond Lopez como Zorro.
- Omar Soumare como Macha.
- Sana Joachaim como Bintou.
- Lucas Omiri como Slim.
- Nazar Ben Fatma como La Pince.

## Producción
En octubre de 2018, se anunció que Damien Bonnard, Alexis Manenti y Djibril Zonga se habían unido al elenco de la película, que Ladj Ly dirigiría a partir de un guion que escribió junto a Giordano Gederlini y Alexis Manenti. La película se filmó en la ciudad de París.[cita requerida]

## Lanzamiento
La película tuvo su estreno mundial en el Festival de Cine de Cannes, el 15 de mayo del 2019. Poco después, Amazon Studios adquirió los derechos de distribución de la película en los Estados Unidos. También se proyectó en el Festival Internacional de Cine de Toronto, el 10 de septiembre del 2019. La lanzó en Francia Le Pacte el 20 de noviembre de 2019. Y se lanzó en los Estados Unidos el 10 de enero de 2020.

## Recepción
Les Misérables recibió reseñas positivas de parte de la crítica y de la audiencia. En el sitio web especializado Rotten Tomatoes, la película posee una aprobación de 88%, basada en 194 reseñas, con una calificación de 7.6/10 y un consenso crítico que dice: «Les Misérables trasciende su historia difícil de manejar con ideas convincentes y una energía infecciosa que hierve durante un emocionante acto final», mientras que de parte de la audiencia tiene una aprobación de 88%, basada en más de 250 votos, con una calificación de 4.0/5.
El sitio web Metacritic le dio a la película una puntuación de 78 de 100, basada en 35 reseñas, indicando "reseñas generalmente favorables". En el sitio IMDb los usuarios le asignaron una calificación de 7.6/10, sobre la base de 25 354 votos, mientras que en la página web FilmAffinity la cinta tiene una calificación de 7.2/10, basada en 9096 votos.